# Nassunia binotata
Nassunia binotata är en insektsart som beskrevs av Leon Fairmaire. Nassunia binotata ingår i släktet Nassunia och familjen hornstritar. Inga underarter finns listade i Catalogue of Life.